# 陈瑄 (明朝宦官)
陈瑄（？年—1475年），字德新，天顺时期的御马监太监。

## 生平
天顺年间，担任御马监太监。
成化元年（1465年），负责监督军队事务，征讨剿平藤峽盜亂。成化年间，留守两广。成化五年（1469年），开设总督府、总兵府、总镇府，出任两广镇守太监。成化十一年（1475年），去世。

## 相關
- 藤峽盜亂